# Coupe d'Europe des clubs champions de basket-ball féminin 1995-1996
Navigation
Saison précédente Saison suivante
La Coupe d’Europe des clubs champions de basket-ball féminin 1995-1996 est la saison courante de la Coupe d’Europe des clubs champions, compétition qui met aux prises les meilleurs clubs de basket-ball du continent européen.
Elle est la dernière édition à porter ce nom, avant que la compétition ne soit renommée en « Euroligue féminine ».

## Équipes participantes
| BBC Etzella Ettelbruck BC Cenex Sarajevo CJM Bourges CSKA Moscou CB Godella-Valence Dynamo Kiev Elitzur Cellcom Holom Fidefinanz Bellinzona Galatasaray | GoldZack Wuppertal Gustino Schnitzelplatz Wels Livas Petrom Targoviste MiZo Pécs Montana 2003 Nerike Basket Örebro SC Tirana SCP Ružomberok Societa Ginnestica Côme | ŁKS Sommer Komfot Łódź Dames Basket Soubry Kortrijk Sporting Athènes USK blex Prague ŽKD Ježica Ljubljana ZAKK Student Skopje ŽKK Croatia Zagreb ŽOKK Becej |

## Play-offs

### Final Four
|  | Demi-finales          | Demi-finales          |                      |    | Finale                | Finale                |
|  | Demi-finales          | Demi-finales          |                      |    | Finale                | Finale                |
|  |                       |                       |                      |    |                       |                       |
|  | Ven 19 mars ? - Sofia | Ven 19 mars ? - Sofia |                      |    | Dim 21 mars ? - Sofia | Dim 21 mars ? - Sofia |
|  | Ven 19 mars ? - Sofia | Ven 19 mars ? - Sofia |                      |    | Dim 21 mars ? - Sofia | Dim 21 mars ? - Sofia |
|  | SCP Ružomberok        | 67                    |                      |    | Dim 21 mars ? - Sofia | Dim 21 mars ? - Sofia |
|  | SCP Ružomberok        | 67                    |                      |    | Dim 21 mars ? - Sofia | Dim 21 mars ? - Sofia |
|  | ? GoldZack Wuppertal  | 84                    |                      |    | Dim 21 mars ? - Sofia | Dim 21 mars ? - Sofia |
|  | ? GoldZack Wuppertal  | 84                    | ? GoldZack Wuppertal | 76 |                       |                       |
|  | Ven 19 mars ? - Sofia |                       | ? GoldZack Wuppertal | 76 |                       |                       |
|  |                       | Côme                  | 62                   |    |                       |                       |
|  | Côme                  | Côme                  | 62                   | 62 |                       |                       |
|  | Côme                  |                       |                      | 62 |                       |                       |
|  | CJM Bourges           | 54                    |                      |    |                       |                       |
|  | CJM Bourges           | 54                    | 3e place             |    |                       |                       |
|  |                       |                       |                      |    |                       |                       |
|  | Dim 21 mars ? - Sofia |                       |                      |    |                       |                       |
|  |                       |                       |                      |    |                       |                       |
|  | SCP Ružomberok        | 65                    |                      |    |                       |                       |
|  | SCP Ružomberok        | 65                    |                      |    |                       |                       |
|  | CJM Bourges           | 59                    |                      |    |                       |                       |
|  | CJM Bourges           | 59                    |                      |    |                       |                       |

## Statistiques
- Meilleure marqueuse : -
- Meilleure rebondeuse : -
- Meilleure passeuse : -